# Chlebowo
Chlebowo [pronunciación en polaco: /xlɛˈbɔvɔ/] (en alemán: Schleborg) es un pueblo en el distrito administrativo de Gmina Miłosław, dentro del Distrito de Września, Voivodato de Gran Polonia, en el centro-oeste de Polonia. Se encuentra aproximadamente 8 kilómetros al sudeste de Miłosław, 19 kilómetros al sur de Września, y 52 kilómetros al sudeste de la capital regional, Poznań.
El pueblo tiene una población de 230 habitantes.